# Recordes do Campeonato Mundial de Atletismo
Esta lista mostra os recordes do Campeonato Mundial de Atletismo, vigentes até edição do 2019. O primeiro evento realizou-se no ano 1983 na cidade de Helsinki.

## Recordes

### Masculino
| Prova                    | Marca (vento)      | Atleta                                                         | Data       | Edição | Sede       |
| ------------------------ | ------------------ | -------------------------------------------------------------- | ---------- | ------ | ---------- |
| 100 m                    | 9,58 s (0,9 m/s)   | Usain Bolt ( Jamaica)                                          | 16/08/2009 | XII    | Berlim     |
| 200 m                    | 19,19 s (-0,3 m/s) | Usain Bolt ( Jamaica)                                          | 20/08/2009 | XII    | Berlim     |
| 400 m                    | 43,18 s            | Michael Johnson ( Estados Unidos)                              | 26/08/1999 | VII    | Sevilla    |
| 800 m                    | 1:42,34            | Donavan Brazier ( Estados Unidos)                              | 1/10/2019  | XVII   | Doha       |
| 1500 m                   | 3:27,65            | Hicham El Guerrouj ( Marrocos)                                 | 24/08/1999 | VII    | Sevilla    |
| 5000 m                   | 12:52,79           | Eliud Kipchoge ( Quénia)                                       | 31/08/2003 | VII    | Sevilla    |
| 10 000 m                 | 26:46,31           | Kenenisa Bekele ( Etiópia)                                     | 17/08/2009 | XII    | Berlim     |
| Maratona                 | 2:06:54            | Abel Kirui ( Quénia)                                           | 22/08/2009 | XII    | Berlim     |
| 110 m barreiras          | 12,91 s (0,3 m/s)  | Colin Jackson ( Reino Unido)                                   | 20/08/1993 | IV     | Stuttgart  |
| 400 m barreiras          | 47,18 s            | Kevin Young ( Estados Unidos)                                  | 19/08/1993 | IV     | Stuttgart  |
| 3000 m obstáculos        | 8:00,43            | Ezekiel Kemboi ( Quénia)                                       | 18/08/2009 | XII    | Berlim     |
| Salto em altura          | 2,41 m             | Bohdan Bondarenko ( Ucrânia)                                   | 15/08/2013 | XIV    | Moscovo    |
| Salto com vara           | 6,05 m             | Dmitri Markov ( Austrália)                                     | 9/08/2001  | VIII   | Edmonton   |
| Salto em comprimento     | 8,95 m (0,3 m/s)   | Mike Powell ( Estados Unidos)                                  | 30/08/1991 | III    | Tóquio     |
| Triplo salto             | 18,29 m (1,3 m/s)  | Jonathan Edwards ( Reino Unido)                                | 7/08/1995  | V      | Gotemburgo |
| Lançamento de peso       | 22,91 m            | Joe Kovacs ( Estados Unidos)                                   | 5/10/2019  | XVII   | Doha       |
| Lançamento de disco      | 70,17 m            | Virgilijus Alekna ( Lituânia)                                  | 7/08/2005  | X      | Helsinki   |
| Lançamento de martelo    | 83,89 m            | Ivan Tsikhan ( Bielorrússia)                                   | 8/08/2005  | X      | Helsinki   |
| Lançamento de javalin    | 92,80 m            | Jan Železný ( Chéquia)                                         | 12/08/2001 | VIII   | Edmonton   |
| Decatlon                 | 9045 pts.          | Ashton Eaton ( Estados Unidos)                                 | 29/08/2015 | XV     | Pequim     |
| Marcha 20 km             | 1:17:21            | Jefferson Pérez ( Equador)                                     | 23/08/2003 | IX     | Paris      |
| Marcha 50 km             | 3:33:12            | Yohann Diniz ( França)                                         | 13/08/2017 | XVI    | Londres    |
| 4 x 100 metros estafetas | 37,04 s            | N. Carter, M. Frater, E. Blake, U. Bolt ( Jamaica)             | 4/09/2011  | XIII   | Daegu      |
| 4 x 400 metros estafetas | 2:54,29            | A. Valmon, Q. Watts, B. Reynolds, M. Johnson ( Estados Unidos) | 22/08/1993 | IV     | Stuttgart  |

### Feminino
| Prova                    | Marca (vento)      | Atleta                                                                  | Data                 | Edição  | Sede       |
| ------------------------ | ------------------ | ----------------------------------------------------------------------- | -------------------- | ------- | ---------- |
| 100 m                    | 10,70 s (-1,0 m/s) | Marion Jones ( Estados Unidos)                                          | 22/08/1999           | VII     | Sevilla    |
| 200 m                    | 21,63 s (+0,2 m/s) | Dafne Schippers ( Países Baixos)                                        | 28/08/2015           | XV      | Pequim     |
| 400 m                    | 47,99 s            | Jarmila Kratochvílová ( Chéquia)                                        | 10/09/1983           | I       | Helsinki   |
| 800 m                    | 1:54,68            | Jarmila Kratochvilova ( Chéquia)                                        | 9/08/1983            | I       | Helsinki   |
| 1500 m                   | 3:51,95            | Sifan Hassan ( Países Baixos)                                           | 5/10/2019            | XVII    | Doha       |
| 3000 m                   | 8:88,71            | Qu Yunxia ( China)                                                      | 16/08/1993           | IV      | Stuttgart  |
| 5000 m                   | 14:26,72           | Hellen Obiri ( Quénia)                                                  | 5/10/2019            | XVII    | Doha       |
| 10 000 m                 | 30:04,18           | Berhane Adere ( Etiópia)                                                | 23/08/2003           | IX      | Paris      |
| Maratona                 | 2:20:57            | Paula Radcliffe ( Reino Unido)                                          | 14/08/2005           | X       | Helsinki   |
| 100 m barreiras          | 12,28 s (1,1 m/s)  | Sally Pearson ( Austrália)                                              | 3/09/2011            | XIII    | Daegu      |
| 400 m barreiras          | 52,16 s            | Dalilah Muhammad ( Estados Unidos)                                      | 4/10/2019            | XVII    | Doha       |
| 3000 m obstáculos        | 8:57,54            | Beatrice Chepkoech ( Quénia)                                            | 30/09/2019           | XVII    | Doha       |
| Salto em altura          | 2,09 m             | Stefka Kostadinova ( Bulgária)                                          | 30/08/1987           | II      | Roma       |
| Salto com vara           | 5,01 m             | Yelena Isinbayeva ( Rússia)                                             | 12/08/2005           | X       | Helsinki   |
| Salto em comprimento     | 7,36 m (0,4 m/s)   | Jackie Joyner-Kersee ( Estados Unidos)                                  | 4/09/1987            | II      | Roma       |
| Triplo salto             | 15,50 m (0,9 m/s)  | Inessa Kravets ( Ucrânia)                                               | 10/08/1995           | V       | Gotemburgo |
| Lançamento de peso       | 21,24 m            | Natalya Lisovskaya ( França) · Valerie Adams ( Nova Zelândia)           | 5/09/1987 29/08/2011 | II XIII | Roma Daegu |
| Lançamento de disco      | 71,62 m            | Martina Hellmann ( Alemanha Oriental)                                   | 31/08/1987           | II      | Roma       |
| Lançamento de martelo    | 80,85 m            | Anita Włodarczyk ( Polónia)                                             | 26/08/2015           | XV      | Pequim     |
| Lançamento de javalin    | 71,99 m            | Mariya Abakumova ( Rússia)                                              | 2/09/2011            | XIII    | Daegu      |
| Heptatlo                 | 7128 pts.          | Jackie Joyner-Kersee ( Estados Unidos)                                  | 1/09/1987            | II      | Roma       |
| Marcha 10 km             | 42:13              | Irina Stankina ( Rússia)                                                | 7/08/1995            | VII     | Sevilla    |
| Marcha 10 000 m          | 42:45,49           | Anna Rita Sidoti ( Itália)                                              | 7/08/1997            | VI      | Atenas     |
| Marcha 20 km             | 1:25,41            | Olimpiada Ivanova ( Rússia)                                             | 7/08/2005            | X       | Helsinki   |
| Marcha 50 km             | 4:23,26            | Liang Rui ( China)                                                      | 28/09/2019           | XVII    | Doha       |
| 4 x 400 metros estafetas | 41,07 s            | V. Campbell-Brown, N. Morrison, E. Thompson, S. Fraser-Pryce ( Jamaica) | 30/08/2015           | XV      | Pequim     |
| 4 x 400 metros estafetas | 3:16,71            | G. Torrence, M. Malone, N. Kaiser, J. Miles ( Estados Unidos)           | 22/08/1993           | IV      | Stuttgart  |

### Misto
| Prova                    | Marca (vento) | Atleta                                                      | Data       | Edição | Sede |
| ------------------------ | ------------- | ----------------------------------------------------------- | ---------- | ------ | ---- |
| 4 x 400 metros estafetas | 3:09,34       | W. London, A. Felix, Ou. Okolo, M. Cherry ( Estados Unidos) | 29/09/2019 | XVII   | Doha |